# Puerto Boyacá (ort)
Puerto Boyacá är en ort i Colombia.   Den ligger i departementet Boyacá, i den centrala delen av landet, 160 km norr om huvudstaden Bogotá. Puerto Boyacá ligger 144 meter över havet och antalet invånare är 27 310.
Terrängen runt Puerto Boyacá är platt. Runt Puerto Boyacá är det ganska glesbefolkat, med 24 invånare per kvadratkilometer. Puerto Boyacá är det största samhället i trakten. Omgivningarna runt Puerto Boyacá är en mosaik av jordbruksmark och naturlig växtlighet.